# Лилль-Бабс
Барбро Маргарета «Лилль-Бабс» Свенссон (швед. Barbro Margareta «Lill-Babs» Svensson; 9 марта 1938, Ервсё, Хельсингланд, Швеция — 3 апреля 2018, Стокгольм) — шведская певица, актриса и телеведущая. С конца 1950-х и вплоть до своей смерти в 2018 году, Лилль-Бабс являлась одной из самых популярных артисток Швеции. В 1961 году она представляла Швецию на конкурсе Евровидение в Каннах с песней «Апрель, апрель» (англ. «April, april»). Она также была хорошо известна своей песней «Ты всё ещё любишь меня, Клас-Йоран?» (швед. «Är du kär i mej ännu Klas-Göran?»)

## Дебют и ранние годы
Барбро Маргарета Свенссон родилась в Ярвсе, в 290 км к северу от Стокгольма. Впервые она начала петь в церкви в возрасте 11 лет. Её первое публичное выступление было с коллегой её отца, который аккомпанировал её выступлению на аккордеоне. Свенссон впервые выступила на Дне защиты детей в Ервсё в 1953 году. Вскоре после этого она начала выступать с оркестром Лассе Шеннинга. Барбро была замечена, когда она спела на утреннем радио-шоу в 1954 году. Её исполнение понравилось Симону Брему (швед. Simon Brehm), и он взял Свенссон в Стокгольм, где состоялся её профессиональный дебют в ресторане Бал Палас (швед. Bal Palais). Она выпустила свой первый музыкальный альбом в 1954 году, это была граммофонная пластинка с двумя песнями — «Min mammas boogie» и «Svar till 'Ung och kär'».
Брем был менеджером Барбры вплоть до своей смерти в 1967 году. Именно Брем дал Свенссон её сценическое имя «Лилль-Бабс», возникшее как игра слов и проводящее параллель со старшей и в то время гораздо более известной певицей Алисой Бабс (швед. Alice Babs).
Лилль-Бабс дебютировала на телевидении в 1957 году, а первое шоу, вышедшее под её именем, появилось в 1958 году.
В 1959 году она исполнила песню Стиккана Андерсона (швед. Stikkan Anderson) "Ты всё ещё любишь меня, Клас-Йоран? (швед. «Är du kär i mej ännu Klas-Göran?»), которая стала настоящим хитом того времени.
Лилль-Бабс также снялась в шведских кинофильмах Svenska Floyd и En nolla för mycket.

## Евровидение и дальнейшая карьера

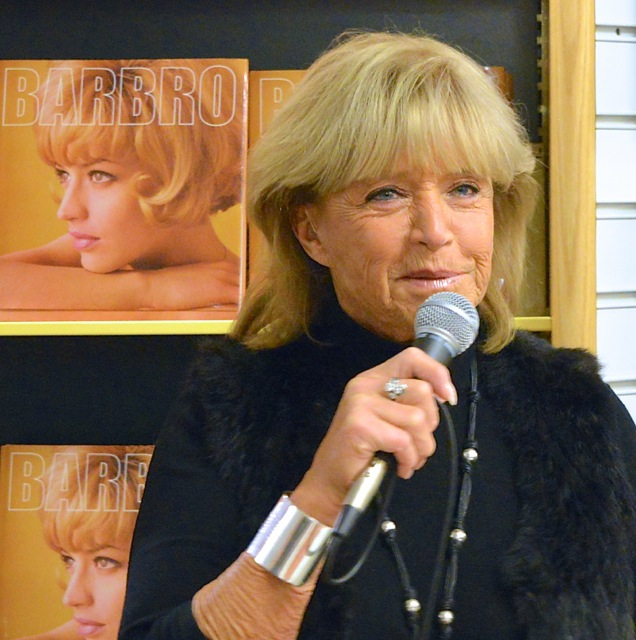
Лилль-Бабс в 2013 году

Лилль-Бабс представляла Швецию на музыкальном конкурсе Евровидение-1961 с песней «Апрель, апрель» (англ. «April, april»). Песня была исполнена Сив Мальмквист (швед. Siw Malmkvist) в национальном финале, но Лилль-Бабс была выбрана для исполнения песни в Каннах, заняв с ней четырнадцатое место на конкурсе. Лилль-Бабс также выступала на шведском фестивале песни Melodifestivalen три раза в 1960, 1961 и 1973 году. В 1969 году она приняла участие в норвежском Melodi Grand Prix, но не сумела завоевать главный приз. Вскоре после Евровидения она начала карьеру в Западной Германии, где снялась в нескольких фильмах. Она также выпустила два сингла на английском языке для музыкального рынка Соединенных Штатов.
Лилль-Бабс познакомилась с «Битлз» (англ. The Beatles) в 1963 году, когда она была главной приглашенной звездой на подростковом музыкальном шоу «Drop-In», транслируемом на SVT. Неизвестная тогда ещё миру группа попросила её дать им автограф. В 1970-х она играла ревю в Kar de Mumma в Folkan, а также выступала в роли Энни Оукли (англ. Annie Oakley) в мюзикле «У Энни твоё оружие» (англ. Annie Get Your Gun) в Гётеборге.

## Телевидение

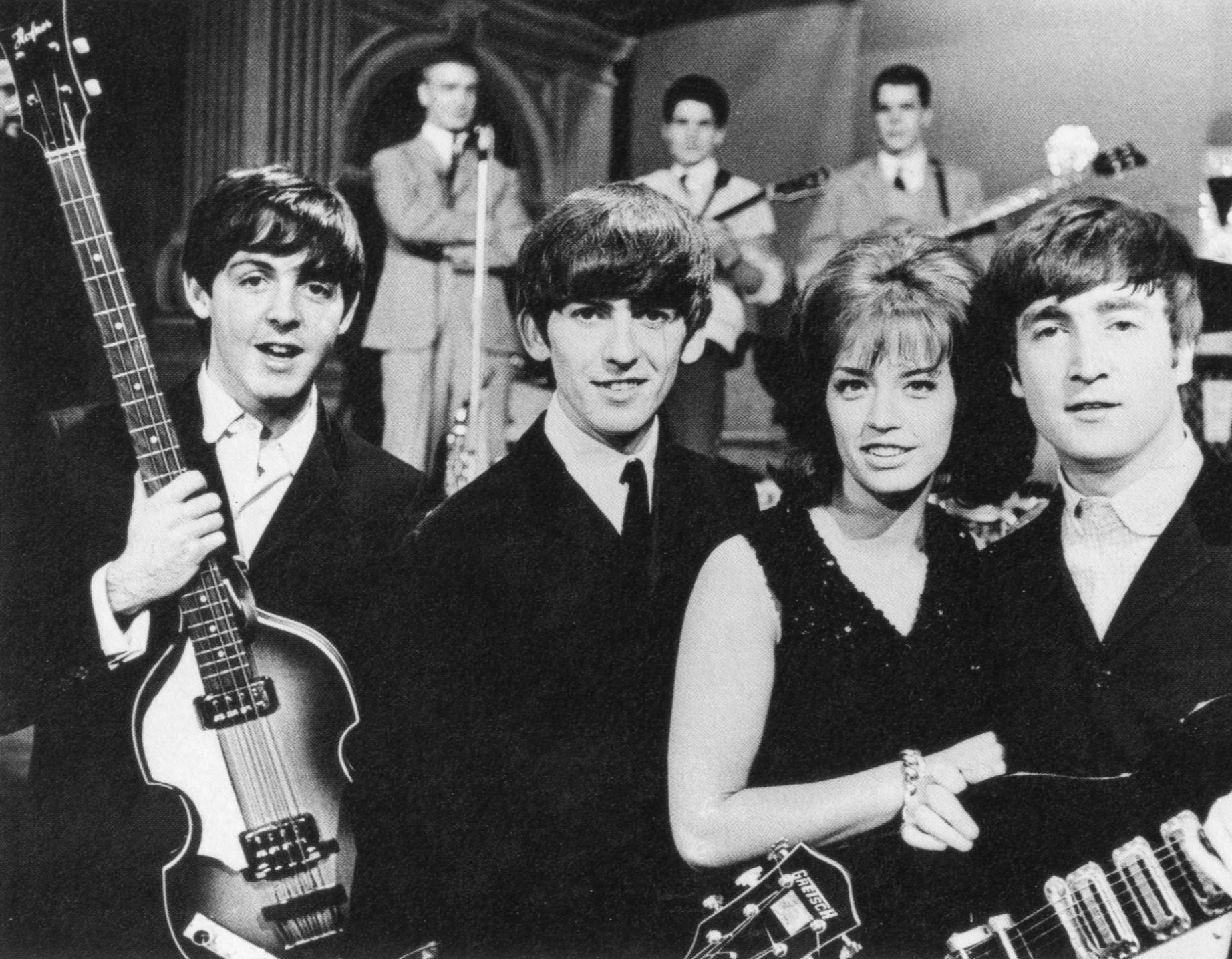
Lill-Babs и The Beatles в качестве приглашенных звёзд на шведском шоу Drop-In, 1963

Лилль-Бабс представила публике несколько телевизионных шоу, таких как Hemma hos Lill-Babs (1987), Morgonlust (1988), Vem tar vem (1990) и Cocktail (1991), все из них транслировались на шведском телевидении SVT.
В 2010 году она участвовала в телевизионном шоу «Так намного лучше» (швед. Så mycket bättre) на TV4. В 2012 году Лилль-Бабс приняла участие в шведском телешоу «Звёзды в замке» (швед. Stjärnorna på slottet), транслировавшейся на SVT, где она рассказала о своей карьере. В 2017 и 2018 годах она играла лесбийского персонажа Гугге (швед. Gugge) в двух сезонах сериала Bonusfamiljen на SVT (сценарий сериала должен был претерпеть изменения после её смерти).
В 2017 году телеканал TV4 показал двухсерийный документальный фильм « Жизнь Лилль-Бабс» (швед. Lill-Babs, Leva livet), который рассказал о её судьбе и творчестве.

## Личная жизнь и прочие факты
Лилль-Бабс была замужем за певцом Лассе Бергхагеном в 1965—1968. В 1969—1973 годах она была замужем за норвежским футболистом Кьеллом Касперсеном. У неё три дочери: Моника Свенссон (род. 1955), Малин Бергхаген (род. 1966) и Кристин Касперсен (род. 1969).
Она выпустила автобиографию «Она — это я» (швед. Hon är jag) в 1996 году.
В 2017 году Лилль-Бабс была включена в Зал славы шведской музыки.

## Память о Лилль-Бабс
Свенссон умерла 3 апреля 2018 года после непродолжительной болезни. Причиной смерти стал рак в сочетании с сердечной недостаточностью.
В день ее смерти и SVT, и TV4 изменили сетки вещания, пустив в эфир программы о Лилль-Бабс. SVT транслировала документальный фильм 2004 года «Lill-Babs i 50 år». TV4 показал несколько телепередач о Лилль-Бабс, в том числе документальный фильм о ней 2017 года. Утром, когда стало известно о смерти Лилль-Бабс, утреннее шоу ведущего Малу фон Сиверса было посвящено её смерти. Радио Sveriges также изменило своё вещание на эфирные передачи о Свенссон.

## Дискография

### Альбомы
(Источник: Discogs artist page)
- 1962: Splorr
- 1964: Svensson hyllar Alpertsson
- 1967: Lill-Babs
- 1968: Lill-Babs
- 1971: Välkommen till världen
- 1972: Jag ska sjunga för dig
- 1973: Hurra hurra
- 1975: Det våras för Barbro
- 1976: Lev mänska lev
- 1977: På scen
- 1979: Till mina vänner
- 1982: Lill-Babs i en show av Lars Forssell
- 1982: Det är ju min show! (på cd 1998)
- 1984: Barbro
- 1998: Who’s Sorry Now
- 2005: Här är jag

## Фильмография
(Источники: Swedish Film Database — IMDb artist page)
- 1956: Suss gott
- 1959: Fly mej en greve
- 1961: Svenska Floyd
- 1962: En nolla för mycket
- 1965: Pang i bygget
- 1965: Calle P
- 1989: Imorron och imorron och imorron
- 1990: Vem tar vem (телевизионное шоу)
- 1998: Mulan (озвучка — шведский голос и бабушка Фа)
- 2002: Rederiet (роль приглашённой гостьи)
- 2012: Den sista dokusåpan
- 2017: Bonusfamiljen (телевизионный сериал)